# Морські паразити
Морські паразити (англ. Sea Fever) — фільм жахів 2019 року ірландського режисера Неаси Гардімана. Прем'єра фільму відбулася на Міжнародному кінофестивалі в Торонто 5 вересня 2019 року.

## Стислий зміст
Студентка Шивон, яка вивчає морську біологію, вперше потрапляє на борт корабля. Однак в швидкому часі після відплиття весь екіпаж стикається з підводним монстром. Перша подорож Шивон загрожує стати останньою в її житті. Щоб цього не сталося, студентка повинна якомога швидше щось зробити.

## У ролях
| Актор            | Роль    |
| ---------------- | ------- |
| Конні Нільсен    | Фрея    |
| Герміона Корфілд | Сіоб'ян |
| Дугрей Скотт     | Джерард |
| Олвен Фуер       | Кіара   |
| Джек Гіккі       | Джонні  |
| Ардалан Есмаїлі  | Омід    |
| Еліе Буаказе     | Суді    |